# Нагорьевская волость
Нагорьевская волость — административно-территориальная единица Переславского уезда Владимирской губернии. Волостной центр — село Нагорье. Ныне территория Переславского района Ярославской области России.

## География
Волость была соседней с Копнинской по границе Калязинского уезда; в её юго-восточном углу протекает Большая Нерль, имеющая в пределах волости незначительные притоки
(рч. Меленка и другие). Площадь — около около 145 кв. вёрст [165 кв. км]. По характеру почвы родственна Копнинской: подзолистые
супеси, суглино-супеси и глинистый пески:41

## История
Сёла Нагорье в 1770 г. вотчина адмирала Г. А. Спиридова, Святово в 1698 г. вотчина Ф. И. Замыцкого, Елпатьево в 1560 г. вотчина князя Дмитрия Оболенского, в 1814 г. и позднее П. П. Нарышкина
и его потомков.

## Состав волости
По состоянию на 1905 год входили 23 населённых пункта
- Ананьино
- Вехово
- Гаврильцево = Гаврилково?
- Евстигнеево
- Елпатьево
- Камышево
- Коробово
- Лихарева (ныне Лихарево)
- Мантино (опечатка?, есть Маншино)
- Меленки
- Мишутино
- Мясоедово
- Нагорье — волостной центр
- Овчинники
- Огорельцево
- Родионово
- Святово
- Сидорково
- Ситницы
- Сленцово  (опечатка?, есть Слепцево)
- Торчиново
- Филисово = Фалисово (Ярославская область)?

На 1922 год селений 22.

## Население
Население 6 588 человек, мужчин 2 824 и женщин 3 764, на одну кв. версту — около 47 человек [41 на кв. км]:41

## Инфраструктура
Промыслы преобладали над земледелием. Характер их отчасти лесной (бондари, плотники, гробовщики, рамщики, корзинщики), но были
и другие: гончарный, валяльный, раньше сильно было развито «светёлочное» ткачество, выделка спичек и прочее:41.
В XIX веке в Нагорье было четыре ярмарки, главный товар торговли на которых был — красный, кожевенный, железный, мучной, деревянная и глиняная покуда, валяная обувь и прочее. Здесь же сосредоточивалось ткацкое производство:41. 

## Транспорт
Село Нагорье — значительный торговый пункт Переславского уезда, расположенный на перекрёстке дорог из Переславля, Калязина, Углича и Сергиева Посада:41.